# Siddha-yoga

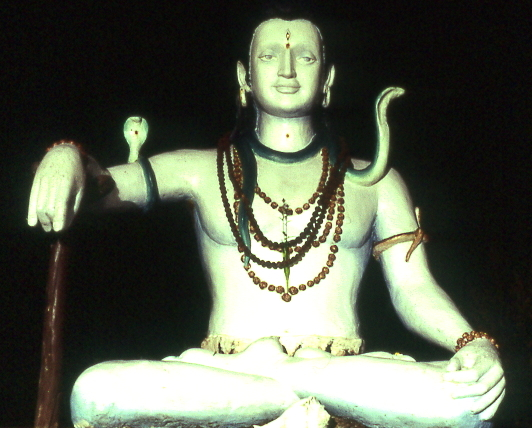
Shiva beeld, Shree Muktananda Ashram, New York

Siddha Yoga is spirituele vorm, uitgevonden door Muktananda (1908–1982). De organisatie stelt in haar literatuur dat de Siddha Yoga traditie vooral is gebaseerd op oosterse filosofieën. Daarnaast volgt uit deze literatuur dat veel van de leringen afgeleid zijn van Indiase Yogi-teksten van onder andere Kashmir Shaivism, de Bhagavad Gita en Vedanta. Gurumayi Chidvilasananda is de huidige spiritueel leraar van Siddha Yoga. De beoefening van Siddha Yoga begint met shaktipat diksha; de spirituele initiatie. Shaktipat-diksha betekent letterlijk: “initiatie door middel van afdaling van Goddelijke kracht”. Aan de hand daarvan kan bij een zoekende de Kundalini Shakti worden geactiveerd. Eenmaal geactiveerd helpt deze innerlijke kracht diegene bij het komen tot zelfrealisatie; een vorm van spirituele gewaarwording. Het uiteindelijke doel is om de goddelijkheid in zichzelf en in de wereld om zich heen te realiseren door aan de hand van ‘meditatie’, ‘contemplatie’, ‘chanten’, ‘onbaatzuchtige dienstbaarheid’ en ‘studie’ tot spirituele gewaarwording te komen.  

## Gebruiken
Mediteren: een oefening waarbij de aandacht naar het innerlijke is gericht, omvat het in stilte focussen op een mantra en ademhaling. Een belangrijke meditatiemantra bij Siddha-yoga is Om Namah Shivaya.
Chanten: hierbij wordt een dialoog met het Goddelijke gezocht door middel van muziek en matra's. Siddha Yoga kent hoofdzakelijk 2 soorten chants: namasankirtana en swadhyaya.
Seva: onzelfzuchtige dienstverlening als vorm van spiritueel gebruik. Dit kan onder andere door middel van vrijwilligerswerk bij een ashram of meditatiecentrum.
Andere Siddha-yoga gebruiken zijn japa (herhaling van mantra's), overdenking, en dakshina (hierbij wordt een gift gegeven als uitdrukking van dankbaarheid voor de genade en de lessen die een leerling heeft gekregen.